# 蓬托博
蓬托博（法語：Pontaubault，法語發音：[pɔ̃tobo]）是法国芒什省的一个市镇，属于阿夫朗什区。

## 地理
蓬托博（48°37'45"N, 1°21'3"W）面积1.94 平方千米，位于法国诺曼底大区芒什省，该省份为法国西北部沿海省份，西、北、东北三面环大西洋，东起顺时针与卡爾瓦多斯省、奧恩省、马耶讷省和伊勒-维莱讷省接壤。
与蓬托博接壤的市镇（或旧市镇、城区）包括：瑞耶、塞欧、波耶、普雷塞、圣康坦叙勒奥姆、勒瓦勒圣佩尔。

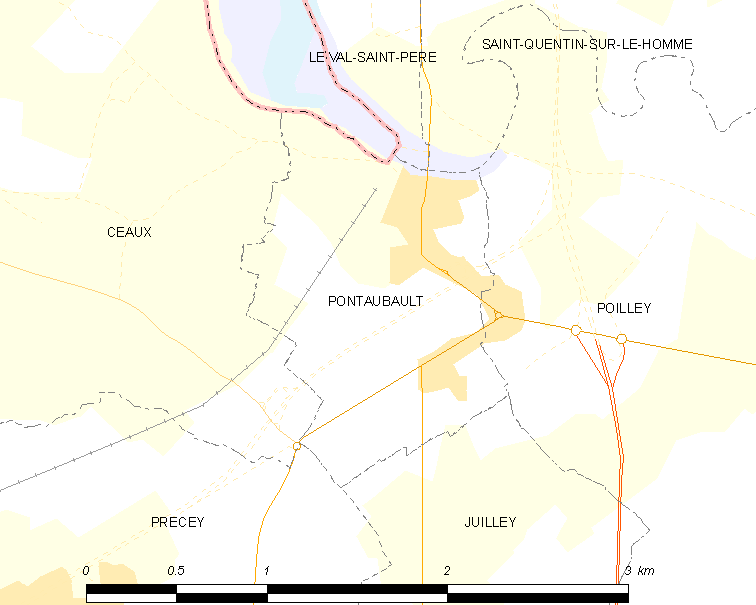
蓬托博的OSM定位图

蓬托博的时区为UTC+01:00、UTC+02:00（夏令时）。

## 行政
蓬托博的邮政编码为50220，INSEE市镇编码为50408。

## 政治
蓬托博所属的省级选区为蓬托尔松县。

## 人口

1962-2008年间蓬托博人口变化图示

蓬托博于2022年1月1日时的人口数量为576人。